# Es Sebt
Es Sebt là một đô thị thuộc tỉnh Skikda, Algérie. Dân số thời điểm năm 2002 là 15.889 người.